# Jean Vauquelin de La Fresnaye
Pour les articles homonymes, voir de La Fresnaye.
Jean Vauquelin de La Fresnaye, né à La Fresnaye-au-Sauvage vers 1536 et mort à Caen en 1607, est un poète français.

## Biographie
Jean Vauquelin de La Fresnaye a fait ses études à Paris, puis son droit à Poitiers et à Bourges. Après une jeunesse dissipée, il suivit quelque temps la carrière des armes, combattant dans les guerres de religion sous les ordres du maréchal Matignon et blessé au siège de Saint-Lô en 1574. Puis il fit une carrière de magistrat en devenant, sous Henri III, lieutenant général à Caen et, sous Henri IV, président au présidial de la même ville.
Les poètes de la Pléiade ont inspiré sa vocation poétique à ce véritable gentilhomme campagnard, disciple de Ronsard aimant non seulement les forêts, les prairies, les eaux et la voix des rossignols en poète, mais menant une vie rustique, se mêlant aux exercices et travaux de la campagne qui, tout en souscrivant aux réformes de la Pléiade, soulignait la continuité de l’histoire littéraire française. Étudiant des trouvères et des vieux chroniqueurs, il désirait voir la poésie française établie sur une base nationale et, un des premiers en France, il cultiva la muse pastorale avec un sentiment, un naturel et un talent vrai. Ses Foresteries, qu’il commença à publier à l’âge de vingt ans (1555), possèdent déjà des qualités qui se retrouvent plus complètes dans ses Idillies. Il choisit ce titre, « d’autant, dit-il, qu’il ne signifie et représente que diverses petites images et gravures en la semblance de celles qu’on grave aux lapis, aux gemmes et calcédoines pour servir quelquefois de cachet. Les miennes en la sorte, pleines d’amour enfantine, ne sont qu’imagettes et petites tablettes de fantaisies d’amour. » Quelques-unes des Idillies offrent ces expressions licencieuses qu’autorisait alors le parler gaulois ; d’autres sont simplement naïves et d’une bonhomie agreste, et tendent, comme dit l’auteur, à représenter « la Nature en chemise ».
Vauquelin a exposé ses vues dans L’Art poétique de Vauquelin de la Fresnaye : où l’on peut remarquer la Perfection et le Défaut des Anciennes et des Modernes Poésies entrepris en 1574 à la demande d’Henri III, mais non publié jusqu’en 1605, d’un style un peu rude, mais intéressant par les hardiesses d’idées, et où il demande un Parnasse chrétien pour remplacer la mythologie ancienne. Il a écrit, à l’imitation d’Horace, des satires, qu’on nommerait plus justement épîtres, aussi fermement pensées et mieux écrites que l’Art poétique, et dont il a formulé les lois dans le Discours pour servir de Préface sur le Sujet de la Satyre en 1604-5, qui font école. On a encore de Vauquelin des Sonnets religieux et politiques, dont le sentiment est élevé. Les Œuvres de La Fresnaye ont été réunies plusieurs fois après sa mort (Caen, 1605, 1612, in-8°).
Il est le père de Nicolas Vauquelin des Yveteaux.

## Éditions
La liste des ouvrages de Jean Vauquelin de la Fresnaye figure dans la thèse que lui a consacré, en 1887, Aimé Prosper Lemercier. lire en ligne sur Gallica
- L'Art poétique de Jean Vauquelin, sieur de la Fresnaye (1536-1607)  publié par Ach. Gentil, Paris, Poulet-Malassis, 1862.
- Les foresteries de Jean Vauquelin, sieur de La Fresnaie, poète normand du XVIe siècle, précédées d'une introduction par Prosper Blanchemain, Caen, Le Gost-Clérisse, éditeur, 1869.
- Les Diverses Poésies de Jean Vauquelin, sieur de La Fresnaie, publiées et annotées par Julien Travers, Caen, F. Le Blanc-Hardel, 1869-1870.

## Musique
- Camille Saint-Saëns, Villanelle, poésie mise en musique (1921)